# Kardvirág
A kardvirág (Gladiolus) a nősziromfélék (Iridaceae) családjába tartozó nemzetség. A nemzetség a Gladiolus nevet a római gladius kardról kapta. A korszerű rendszertanok a korábban Oenostachys, Homoglossum, Anomalesia és Acidanthera néven leírt nemzetségeket is a Gladiolusba sorolják.
A nemzetséghez tartozó fajok magyar neve ma kardvirág. A Kárpát-medencében honos fajok neve korábbi munkákban, illetve a nép ajkán: mezei dárdácska (Beythe István 1583), fegyverliliom (Lippay János 1664), kedves madárliliom (Benkő József 1783), dákoska (Diószegi Sámuel 1807), illetve legényvirág.

## Elterjedése
A nemzetségbe hozzávetőlegesen 250 faj tartozik; közülük 10 él a mediterrán Európában és Ázsiában, a többi Fekete-Afrikában. Fő elterjedési területük (163 faj) a csupán Namíbia és a Dél-afrikai Köztársaság déli részén elhelyezkedő fokföldi flórabirodalom (Capensis).

## Megjelenése, felépítése
Kerek, részarányos gumókból nő. A hagyma barnás, rostos hártyák több rétegébe burkolózik.
Szára általában nem ágazik el, és 1-9 keskeny, kard alakú, vesszőhüvelybe zárt, hosszant barázdált levelet növeszt. A levélpengék keresztmetszete lehet sima vagy kereszt alakú.
Az illatos füzérvirágzatok nagyok és egyoldalúak, két bőrszerű, elnyúló, zöld murvalevéllel. A csészelevelek és a szirmok megjelenése majdnem azonos. A háti csészelevél a legnagyobb; ez a három porzószál fölé hajol.
A kardvirágfajok sokféle színű nemesített változata nő a házak kertjeiben: vannak telt virágú, fodros szirmú hibridek is. A vadon élő fajok virágai általában szerényebbek és kisebbek, kivadult kerti rokonaikénál.

## Életmódja, élőhelye
Évelő növény.
A kereskedelemben kapható kardvirág fajok, fajták és hibridek a Kárpát-medencében általában nem télállóak (kivéve a G. communis fajtákat), ezért hagymáikat az első fagyok előtt ki kell ásni és fagymentes helyre kell vinni. Tavasszal, áprilisban 10 cm mélyre ültethetők (a nagyobb fajták mélyebbre). Apró fiókhagymáiról szaporíthatók, de ezek a növények csak 2–3 év elteltével virágoznak. A kardvirág bármilyen talajban megél, de a kissé homokos talajt jobban kedveli. Teljes napfényt igényel.

## Fajok

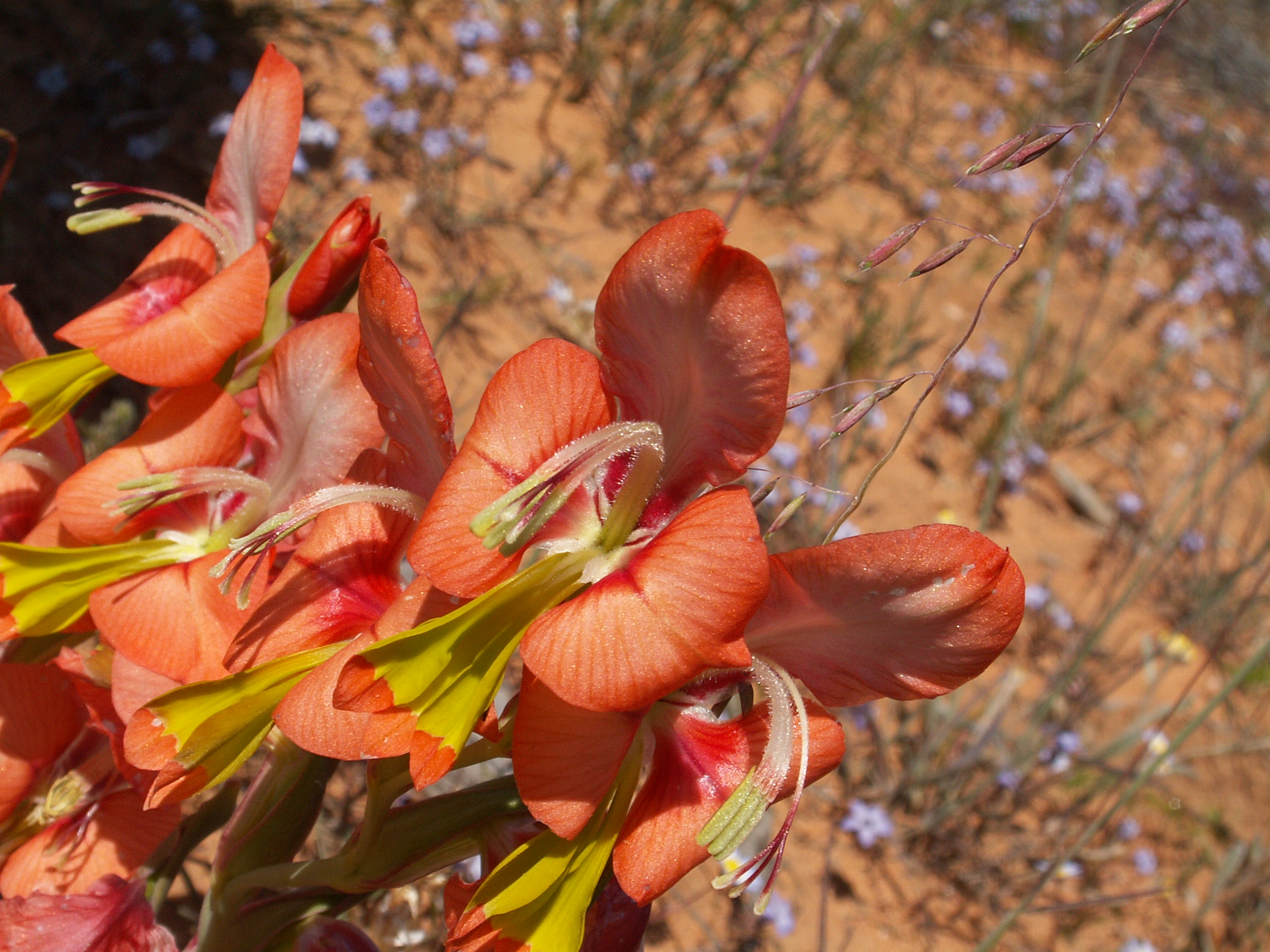
Gladiolus alatus, Clanwilliam, RSA

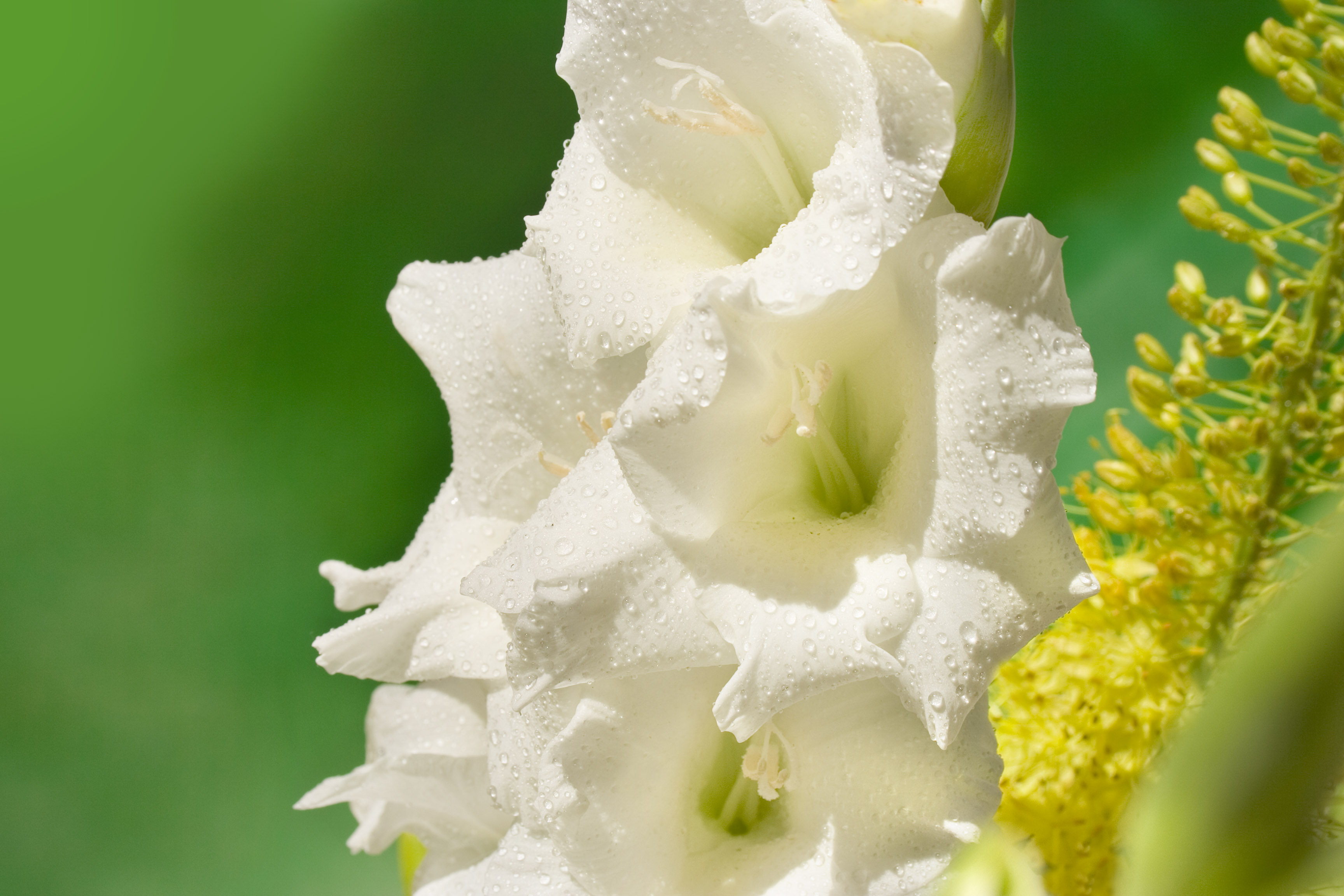

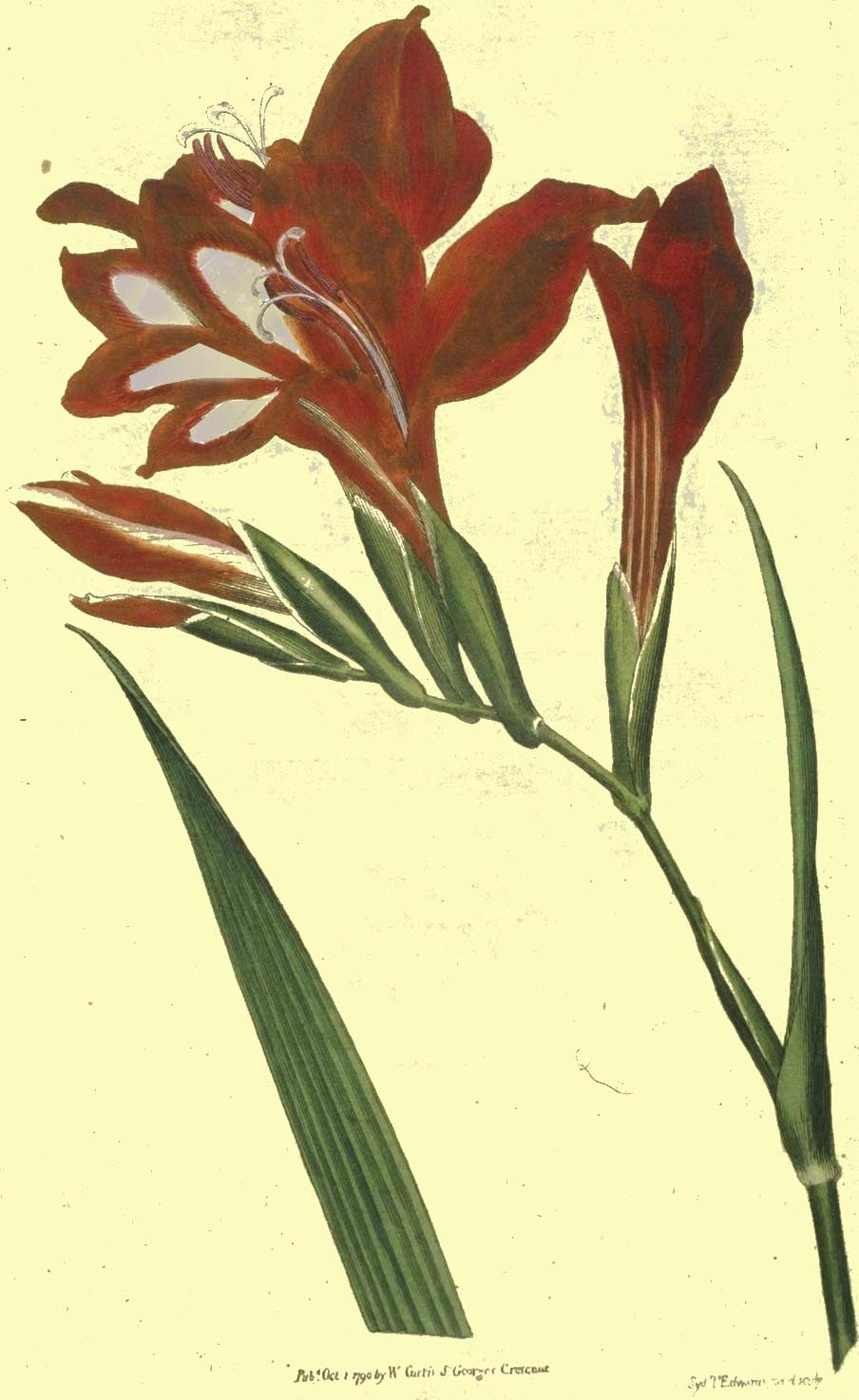
Gladiolus cardinalis
Curtis's Botanical Magazine 1790

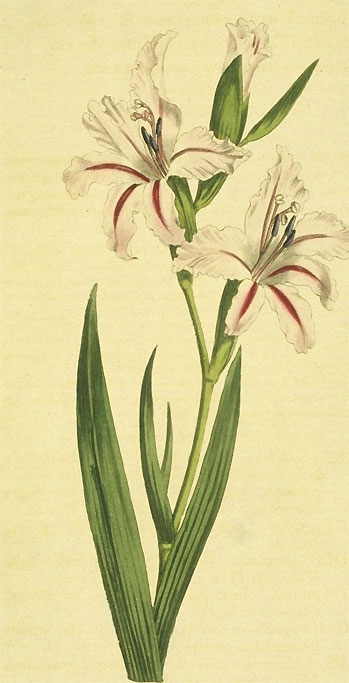
Hullámos virágú kardvirág (Gladiolus undulatus)
Curtis's Botanical Magazine 1801

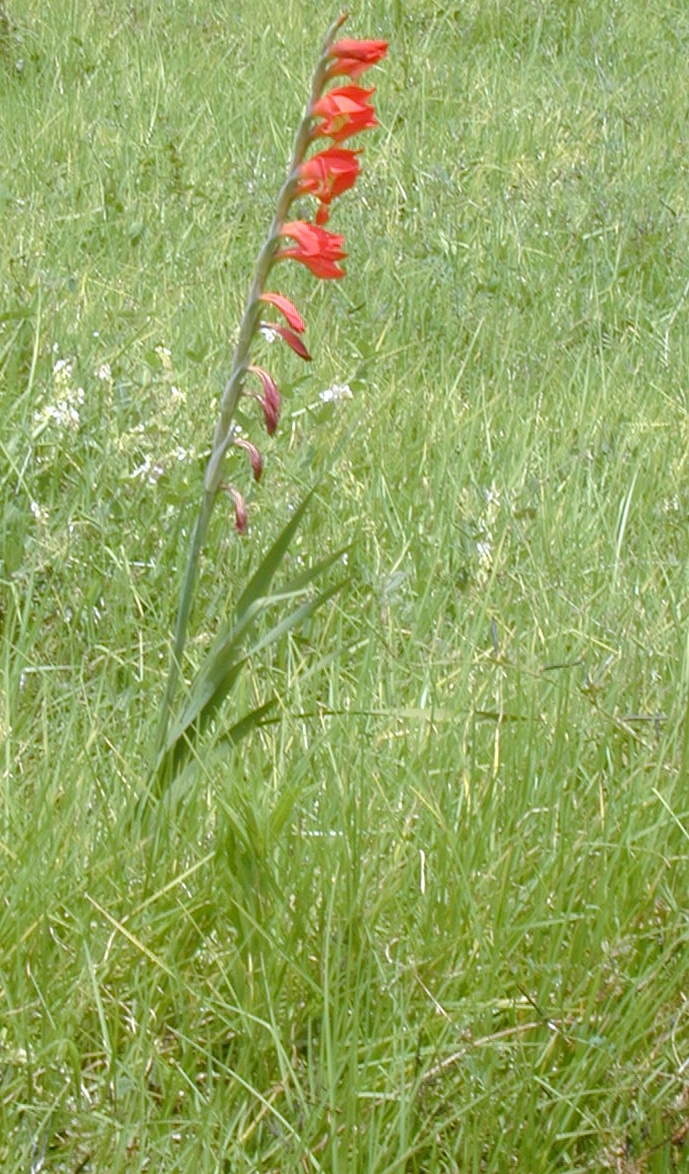
Gladiolus dalenii

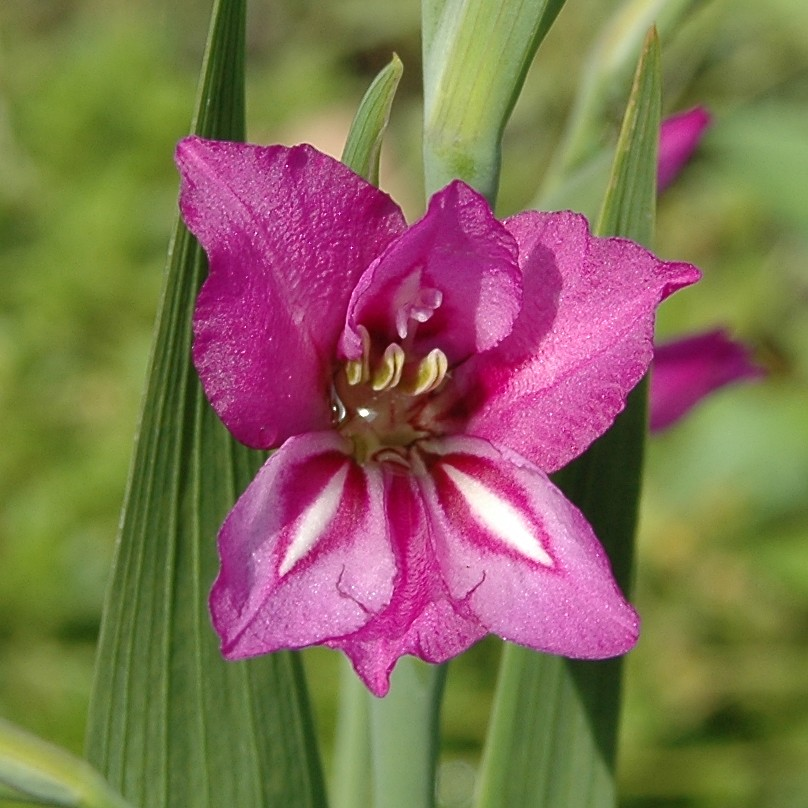
A réti kardvirág (G. imbricatus) Magyarországon is őshonos

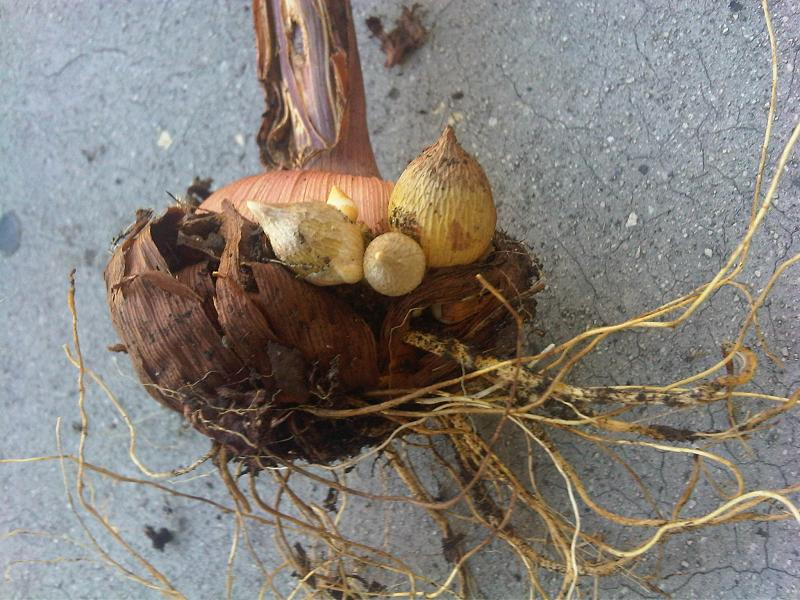
Egy kardvirág hagymája.

A Gladiolus nemzetséget több alnemzetségre osztják, de számos faj besorolása még vitatott.

## Magyarországonőshonos fajok
- Mocsári kardvirág (G. palustris) – Fokozottan védett!
- Réti kardvirág (G. imbricatus) – Védett.

## További fajok

### Hebeaalnemzetség
- Gladiolus alatus L.
- Gladiolus equitans Thunb.
- Gladiolus involutus
- Gladiolus orchidiflorus Andrews
- Gladiolus permeabilis Delaroche
- Gladiolus venustus G. Lewis
- Gladiolus virescens Thunb.
- Gladiolus watermeyeri

### Blandusalnemzetség
- Gladiolus angustus L.
- Gladiolus cardinalis Curtis
- Gladiolus carmineus C. H. Wright
- Gladiolus carneus
- Gladiolus grandiflorus
- Gladiolus pappei Baker
- Gladiolus undulatus L.

### Ophiolyzaalnemzetség
- Gladiolus benguellensis Baker
- Gladiolus cruentus T. Moore
- Gladiolus dalenii Van Geel
- Gladiolus elliotii Baker
- Gladiolus gandavensis [= G. dalenii × 'G. oppositiflorus]
- Gladiolus melleri Baker
- Gladiolus oppositiflorus Herbert

### Linearifoliusalnemzetség
- Gladiolus brevifolius Jacq.
- Gladiolus guthriei F. Bol.
- Gladiolus hirsutus Jacq.

### Gladiolusalnemzetség
- Gladiolus communis L.
  - Gladiolus communis subsp. byzantinus
  - Gladiolus communis subsp. communis
- Gladiolus italicus P. Mill.

### Homoglossumalnemzetség
- Gladiolus debilis Ker Gawler
- Gladiolus gracilis Jacq.
- Gladiolus liliaceus Houtt.
- Gladiolus longicollis Baker
  - Gladiolus longicollis subsp. longicollis
  - Gladiolus longicollis subsp. platypetalus
- Gladiolus martleyi L. Bolus
- Gladiolus recurvus
- Gladiolus trichonemifolius
- Gladiolus tristis
  - Gladiolus tristis var. concolor (Salisb.) Baker
- Gladiolus vaginatus F. Bolus vagy Bolus f.
- Gladiolus watsonius Thunb.

### Densiflorusalnemzetség
- Gladiolus gregarius Welw. ex Baker
- Gladiolus mortonius
- Gladiolus ochroleucus Baker
- Gladiolus papilio Hook. f.

### Acidantheraalnemzetség
- Gladiolus murielae

### További, be nem sorolt fajok
- Gladiolus abbreviatus Andrews
- Gladiolus acuminatus F.Bol.
- Gladiolus aequinoctialis Herb.
- Gladiolus aleppicus Boiss. var. aleppicus
- Gladiolus anatolicus
- Gladiolus andringitrae Goldblatt
- Gladiolus antandroyi Goldblatt
- Gladiolus antholyzoides Baker
- Gladiolus appendiculatus G.Lewis
- Gladiolus aquamontanus Goldblatt & Vlok
- Gladiolus arcuatus Klatt
- Gladiolus atropurpureus Baker
- Gladiolus atroviolaceus Boiss.
- Gladiolus aurantiacus Klatt
- Gladiolus aureus Baker
- Gladiolus bellus C. H. Wright
- Gladiolus bilineatus G. J. Lewis
- Gladiolus boehmii Vaupel (1882)
- Gladiolus bojeri (Baker) Goldblatt
- Gladiolus brachylimbus Baker (1893)
- Gladiolus brachyphyllus F. Bolus or Bolus f.
- Gladiolus brevitubus G. Lewis
- Gladiolus buckerveldii (L. Bolus) Goldblatt
- Gladiolus bullatus Thunb. ex G. Lewis
- Gladiolus caeruleus Goldblatt & J.C. Manning
- Gladiolus calcaratus G. Lewis
- Gladiolus calcicola Goldblatt
- Gladiolus callianthus Mosais
- Gladiolus canaliculatus Goldblatt
- Gladiolus candidus (Rendle) Goldblatt
- Gladiolus carinatus Aiton
- Gladiolus caryophyllaceus (Burm. f.) Poiret
- Gladiolus cataractarum Oberm.
- Gladiolus caucasicus Herb.
- Gladiolus ceresianus L. Bolus
- Gladiolus citrinus Klatt
- Gladiolus x colvillei
- Gladiolus conrathii Baker (1898)
- Gladiolus crassifolius Baker
- Gladiolus crispulatus L. Bolus
- Gladiolus curtifolius Marais
- Gladiolus cuspidatus
- Gladiolus cylindraceus G. Lewis
- Gladiolus cymbarius Baker
- Gladiolus decaryi Goldblatt
- Gladiolus decipiens Vaupel
- Gladiolus decoratus Baker
- Gladiolus densiflorus Baker
- Gladiolus deserticolus Goldblatt
- Gladiolus dolomiticus Oberm.
- Gladiolus dracocephalus Hook.f.
- Gladiolus dregei Klatt
- Gladiolus dubius
- Gladiolus dzavakheticus
- Gladiolus ecklonii Lehm.
- Gladiolus edulis Burchell ex Ker Gawler
- Gladiolus emiliae L. Bolus
- Gladiolus engysiphon G. Lewis
- Gladiolus erectiflorus Baker
- Gladiolus exiguus G. Lewis
- Gladiolus flanaganii Baker
- Gladiolus floribundus Jacq.
- Gladiolus fourcadei (L. Bolus) Goldblatt & De Vos
- Gladiolus garnierii Klatt
- Gladiolus geardii L. Bolus
- Gladiolus goetzii Harms
- Gladiolus gracillimus Baker
- Gladiolus griseus Goldblatt & J.C. Manning
- Gladiolus gueinzii Kunze
- Gladiolus halophilus Boiss. & Heldr.
- Gladiolus harmsianus Vaupel
- Gladiolus heterolobus Vaupel
- Gladiolus hollandii L. Bolus
- Gladiolus horombensis Goldblatt
- Gladiolus huillensis (Welw. ex Baker) Goldblatt
- Gladiolus hyalinus Jacq.
- Gladiolus illyricus W.D.J.Koch
- Réti kardvirág (Gladiolus imbricatus) L.
- Gladiolus inandensis Baker
- Gladiolus incospicuus Baker
- Gladiolus inflatus Thunb.
- Gladiolus inflexus Goldblatt & J.C. Manning
- Gladiolus insolens Goldblatt & J.C. Manning
- Gladiolus intonsus Goldblatt
- Gladiolus invenustus G. J. Lewis
- Gladiolus iroensis (A. Chev.) Marais
- Gladiolus johnstoni Baker (s. d.)
- Gladiolus jonquilliodorus Ecklon ex G. Lewis
- Gladiolus junodi Baker
- Gladiolus kamiesbergensis G. Lewis
- Gladiolus karendensis Baker
- Gladiolus katubensis De Wild.
- Gladiolus klattianus Hutch.
- Gladiolus kotschyanus Boiss.
- Gladiolus kubangensis Harms
- Gladiolus lapeirousioides Goldblatt
- Gladiolus laxiflorus Baker
- Gladiolus lemoinei
- Gladiolus leptosiphon Bolus f.
- Gladiolus linearifolius Vaupel
- Gladiolus linearis N.E.Br.
- Gladiolus longanus Harms
- Gladiolus loteniensis Hilliard & Burtt
- Gladiolus louiseae L. Bolus
- Gladiolus lundaensis Goldblatt
- Gladiolus luteus Lam.
- Gladiolus lyalinus
- Gladiolus macneilii Oberm.
- Gladiolus macowani Baker
- Gladiolus macowanii Baker (s. d.)
- Gladiolus macrospathus Goldblatt
- Gladiolus maculatus Sweet
- Gladiolus magnificus (Harms) Goldblatt
- Gladiolus malangensis Baker (1879)
- Gladiolus malvinus Goldblatt & J.C. Manning
- Gladiolus marlothii G. Lewis
- Gladiolus meliusculus (G. Lewis) Goldblatt & J.C. Manning
- Gladiolus micranthus Baker (1901)
- Gladiolus microcarpus G. Lewis
- Gladiolus microsiphon Baker
- Gladiolus milleri Ker Gawler
- Gladiolus mirus Vaupel
- Gladiolus monticola G. Lewis ex Goldblatt & J.C. Manning
- Gladiolus mostertiae L. Bolus
- Gladiolus muenzneri F. Vaup
- Gladiolus natalensis (Eckl.) Hook.
- Gladiolus nerineoides G. Lewis
- Gladiolus newii Baker
- Gladiolus nigromontanus Goldblatt
- Gladiolus niveus Goldblatt & J.C. Manning
- Gladiolus nyasicus Goldblatt
- Gladiolus oatesii Rolfe
- Gladiolus odoratus L. Bolus
- Gladiolus oliganthus Baker
- Gladiolus oreocharis Schltr.
- Gladiolus pallidus Baker
- Gladiolus paludosus Baker
- Mocsári kardvirág (G. palustris)
- Gladiolus pardalinus Goldblatt & J.C. Manning
- Gladiolus parvulus Schltr.
- Gladiolus patersoniae F. Bolus or Bolus f.
- Gladiolus pavonia Goldblatt & J.C. Manning
- Gladiolus perrieri Goldblatt
- Gladiolus persicus Boiss.
- Gladiolus pillansii G. Lewis
- Gladiolus pole-evansii Verd.
- Gladiolus praecostatus
- Gladiolus praelongitubus G. J. Lewis
- Gladiolus pretoriensis Kuntze
- Gladiolus priorii (N. E. Br.) Goldblatt & De Vos
- Gladiolus prismatosiphon Schltr.
- Gladiolus pritzelii Diels
- Gladiolus psittacinus Hook.
- Gladiolus puberulus Vaupel
- Gladiolus pubigerus G. Lewis
- Gladiolus pulchellus Klatt
- Gladiolus pulcherrimus (G. Lewis) Goldblatt & J.C. Manning
- Gladiolus punctulatus Schrank
- Gladiolus pusillus Goldblatt
- Gladiolus quadrangularis (Burm. f.) Ker Gawler
- Gladiolus quadrangulus (Delaroche) Barnard
- Gladiolus ramosus
- Gladiolus rehmannii Baker
- Gladiolus remotifolius Baker
- Gladiolus rigidifolius Baker
- Gladiolus robertsoniae F. Bolus or Bolus f.
- Gladiolus rogersii Baker
- Gladiolus roseovenosus Goldblatt & J.C. Manning
- Gladiolus rubellus Goldblatt
- Gladiolus rudis Lichtst. ex Roem. & Schult.
- Gladiolus rupicola F. Vaupel
- Gladiolus saccatus (Klatt) Goldblatt & M.P. de Vos
- Gladiolus salteri G. Lewis
- Gladiolus saundersii Hook. f.
- Gladiolus schlechteri Baker
- Gladiolus schweinfurthii Baker
- Gladiolus scullyi Baker
- Gladiolus serapiiflorus Goldblatt
- Gladiolus serenjensis Goldblatt
- Gladiolus sericeovillosus Hook. f.
- Gladiolus serpenticola Goldblatt & J.C. Manning
- Gladiolus somalensis Goldblatt & Thulin
- Gladiolus speciosus Thunb.
- Gladiolus spectabilis Baker (s. d.)
- Gladiolus splendens ((Sweet)) Herbert
- Gladiolus stefaniae Oberm.
- Gladiolus stellatus G. Lewis
- Gladiolus subcaeruleus G. Lewis
- Gladiolus sufflavus (G. Lewis) Goldblatt & J.C. Manning
- Gladiolus sulcatus Goldblatt
- Gladiolus taubertianus Schltr.
- Gladiolus tenellus Ecklon
- Gladiolus tenuis M. Bieb.
- Gladiolus teretifolius Goldblatt & De Vos
- Gladiolus thomsonii Baker
- Gladiolus tritoniaeformis
- Gladiolus tritoniiformis Kuntze
- Gladiolus uitenhagensis Goldblatt & Vlok
- Gladiolus unguiculatus Baker
- Gladiolus usambarensis Marais ex Goldblatt
- Gladiolus uysiae L. Bolus ex G. Lewis
- Gladiolus validissimus Vaupel
- Gladiolus vandermerwei (L. Bolus) Goldblatt & De Vos
- Gladiolus varius F. Bolus or Bolus f.
- Gladiolus velutinus De Wild.
- Gladiolus vernus Oberm.
- Gladiolus vinoso-maculatus Kies
- Gladiolus violaceo-lineatus G. Lewis
- Gladiolus viridiflorus G. Lewis
- Gladiolus viridis Aiton
- Gladiolus watsonioides Baker
- Gladiolus woodii Baker
- Gladiolus zimbabweensis Goldblatt

## Fordítás
Ez a szócikk részben vagy egészben  a   Gladiolus című angol Wikipédia-szócikk fordításán alapul.  Az eredeti cikk szerkesztőit annak laptörténete sorolja fel. Ez a jelzés csupán a megfogalmazás eredetét és a szerzői jogokat jelzi, nem szolgál a cikkben szereplő információk forrásmegjelöléseként.